# Station de travail

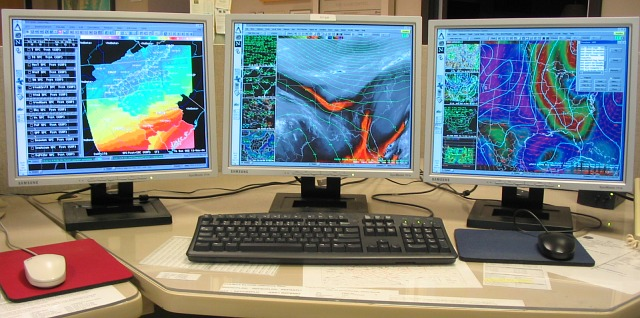
Station de travail à trois écrans, dédiée au système d'affichage météorologique AWIPS (2005).

Une station de travail est une unité fonctionnelle informatique ayant habituellement des capacités de traitement spécialisé et intégrant des organes d'entrées-sorties orientés vers un utilisateur.
Une station de travail utilise un ordinateur puissant à plusieurs microprocesseurs relié à un réseau informatique que l'utilisateur peut utiliser pour le traitement, le stockage et l'affichage de modélisations ou d'analyses complexes grâce à des logiciels multifenêtres.
Les stations de travail sont aujourd'hui utilisées par des organismes tels des bureaux d'ingénieurs ou d'architectes, les centres de prévision météorologiques, les centres de distribution d'électricité, etc. qui nécessitent plus de puissance de traitement qu'un ordinateur personnel. Elles sont souvent reliées à des superordinateurs ou des serveurs pour la manipulation de leurs résultats dans des applications concrètes comme la prévision météorologique.

## Historique

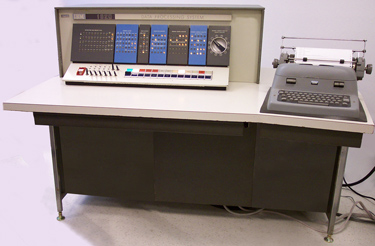
Un 1620 « Model 1 »

### Années 1960-1970
Les premières stations de travail datent des années 1960 avec l'introduction de l'IBM 1620 en 1960. Il s'agissait d'un petit ordinateur scientifique qu'un opérateur utilisait de manière interactive avec une console. Le 1620 ne contenait pas de circuit dédié pour la multiplication, qui s'effectuait par un simple système de tables en mémoire. De façon plus étonnante, il en allait de même de l'addition, ce qui lui valut dans les pays anglo-saxons le sobriquet CADET pour « Cannot Add, Doesn't Even Try ! » (N'additionne pas et n'essaie même pas!). Elle se louait 1 000 $US par mois.
En 1965, IBM introduisit le IBM 1130 pour remplacer le précédent. Les deux pouvaient exécuter des programmes en utilisant des langages de programmation comme Fortran sur un poste de travail de la grandeur d'un bureau ; ils disposaient de divers périphériques : disques, imprimantes et lecteurs de cartes ou de rubans perforés. Un télétype servait à l'opérateur à entrer les commandes de programmation.
À la fin des années 1960, les mini-ordinateurs ont fait leur apparition. C’étaient des ordinateurs de catégorie inférieure aux mainframes, conçus pour desservir un certain nombre d'utilisateurs. De leur côté, les stations de travail ont évolué vers la console, terminal qui permettait à un utilisateur de travailler à distance sur un mini-ordinateur, comme le PDP-8 de Digital Equipment Corporation.
Au début des années 1970, le MIT développa la machine Lisp, un ordinateur mono-poste évolué, pouvant être mis en réseau : il s'agit de la première station de travail, comme on la conçoit maintenant, à être commercialisée. Elle était distribuée par des compagnies comme Symbolics, Lisp Machines, Texas Instruments (TI Explorer) et Xerox (Interlisp-D).

### Années 1980

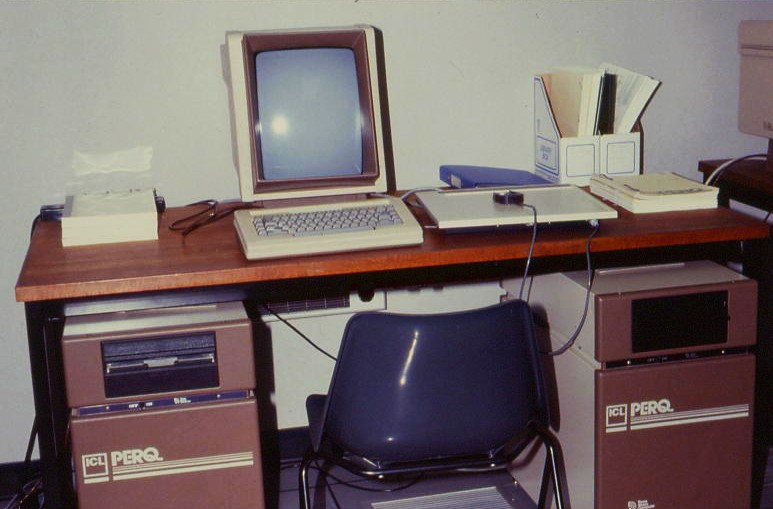
Station de travail ICL à l'université d'Édimbourg (début des années 1980)

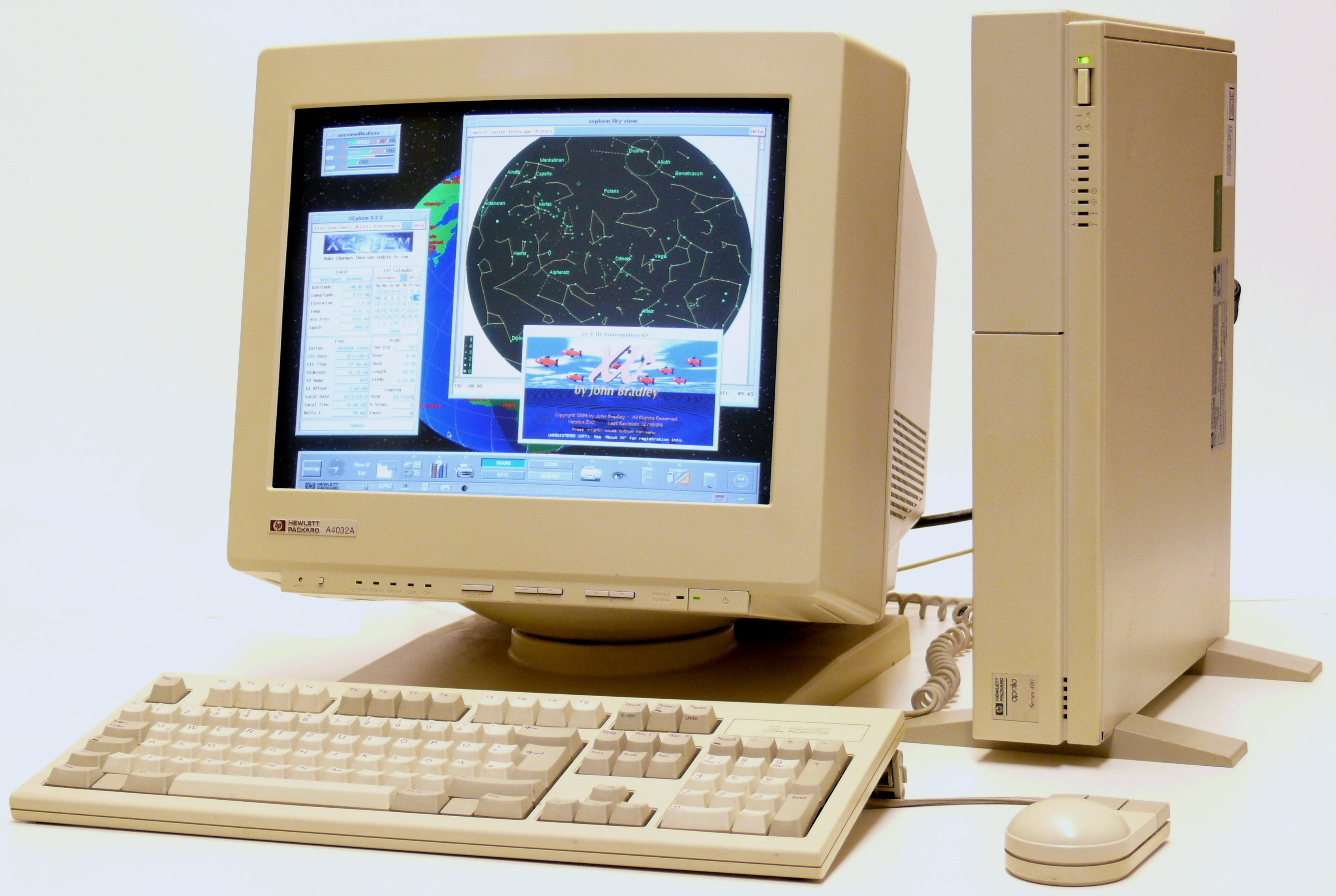
Station de travail HP 9000 modèle 425

En 1982, Hewlett-Packard lance une station de travail, le HP-9020A. Cet ordinateur possède une disquette de 5,5 pouces, moins de 512 kilooctets de mémoire vive et 4 ports d'expansion. La plupart des unités étaient vendues avec un disque dur de 10 mégaoctets et pouvaient être munies de plusieurs processeurs. La version la plus avancée, la 9020T, incluait un écran couleur, une mémoire vive de 1 mégaoctet et une imprimante, les langages de programmation BASIC, Fortran et Pascal, le tout fonctionnant sous le système d'exploitation HP-UX.
Le concept a principalement connu le succès à partir du milieu des années 80 avec l'arrivée d'ordinateurs d'autres compagnies qui poursuivaient dans la lignée de la série HP 9020. Ils représentaient à peu près le maximum de capacité informatique que l'on pouvait mettre à la disposition d'un utilisateur unique. Tous ces ordinateurs étaient beaucoup plus puissants que les PC disponibles à ce moment-là, comportaient un écran beaucoup plus confortable (souvent de 17 ou 19 pouces et de haute résolution, le plus souvent en noir et blanc mais parfois en couleur), une connexion réseau considérée comme performante à l'époque (10 Mb/s) et surtout ne lançaient que des programmes "professionnels" : CAO avec CATIA, PAO, etc. La société Sun Microsystems popularise le format pizza box (boîtier horizontal et plat, sobre, pouvant être placé sous l'écran). Le 15 janvier 1990, IBM fait une entrée tardive sur le marché avec ses puissantes stations RS/6000 qui sont également fabriquées sous licence par la compagnie Bull.

### Années 1990

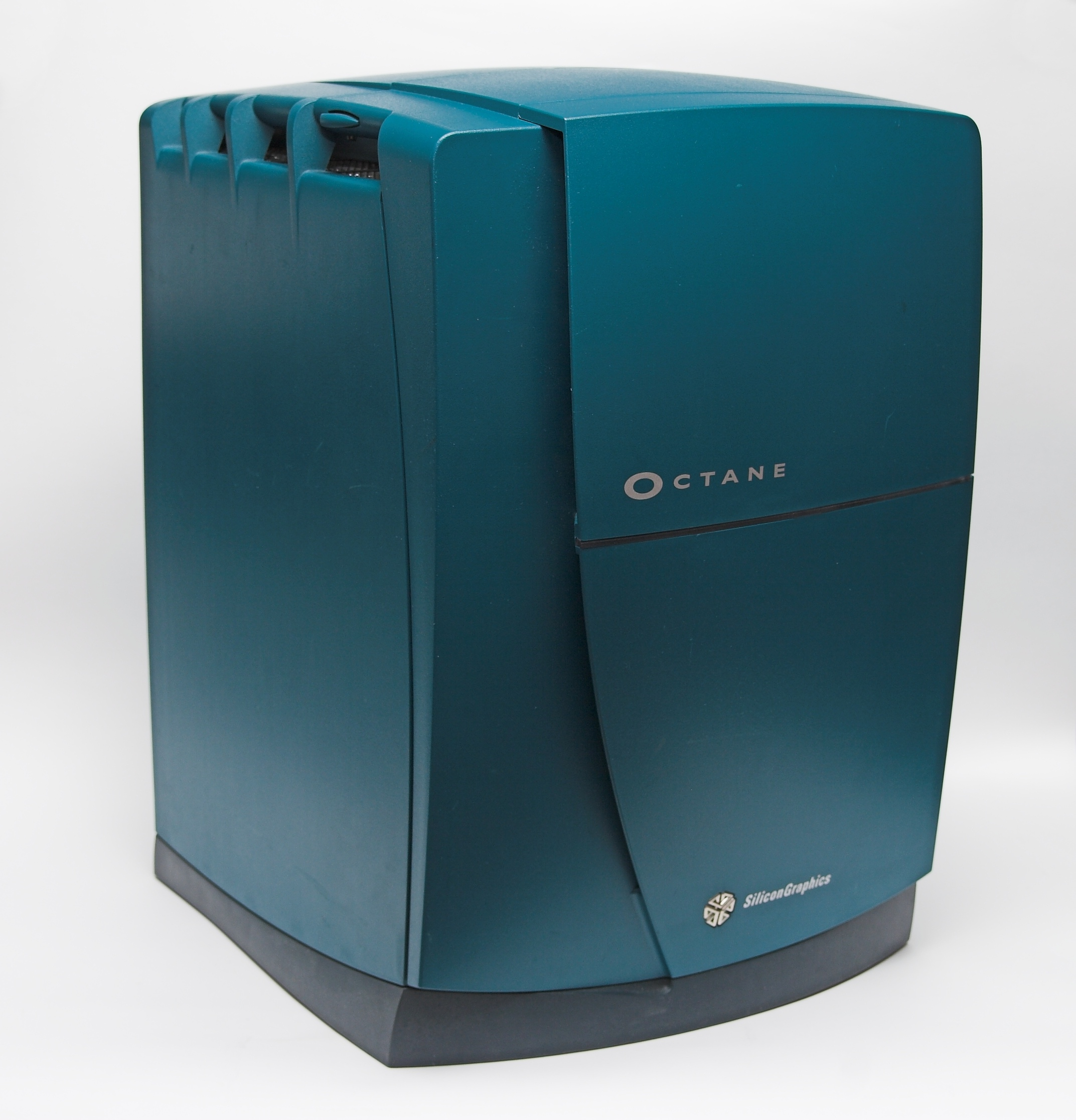
Une station de travail SGI Octane (1997-2000)

Le développement des ordinateurs personnels durant les années 1990 et les suivantes s'est fait au détriment des stations de travail. La performance des processeurs, des mémoires et de l'internet a permis d'obtenir des performances similaires à celle d'une station de travail des années 1980 à moindre coût. Les systèmes d'exploitation (OS) de type Unix sous architecture RISC, qui donnaient un avantage par leur flexibilité aux stations de travail sur les systèmes comme DOS dans les années 1980, a été amoindri par l'adoption de l'architecture 32 bits dès le processeur 80386 sur les PC.

### Début duXXIesiècle
Depuis le début du XXIe siècle, la définition de la station de travail est devenue plus floue. Certains ordinateurs vendus sous cette appellation sont très proches des postes de travail grand public destinés aux entreprises et aux particuliers : il est donc difficile de différencier une station utilisant un processeur grand public avec architecture CISC d'un puissant ordinateur personnel de travail ou de Jeu vidéo. Les stations de travail haut de gamme sont généralement basées sur des architectures et processeurs spécialisés, comme l'Intel Xeon, et destinées à des utilisations spécifiques.

## Constructeurs
Les utilisateurs naturels des stations de travail étaient et restent des power users (« utilisateurs de puissance ») qui ont des besoins importants sur le plan de la qualité de service comme les applications de conception assistée par ordinateur en 3D (avec moteurs de rendu), ou plus récemment les applications de conception graphique et vidéo.
Certaines sociétés se sont véritablement constituées en répondant aux besoins de ce marché particulier. Par exemple :
- Apollo (1980-1989) : racheté par HP
- Silicon Graphics (1981-2009) : devenue SGI après le rachat de Cray
- Sun Microsystems (1982-2009) : racheté par Oracle Corporation